# Alexander Wilson (matematik)
Za druge osebe glej Alexander Wilson.
Alexander Wilson, škotski astronom, matematik in meteorolog, * 1714, St Andrews, grofija Fife, Škotska, † 18. oktober 1786, Edinburg, Škotska. Bil je prvi znanstvenik, ki je uporabil zmaje pri meteoroloških raziskavah.
Bil je prvi Regius profesor praktične astronomije na Univerzi v Glasgowu.

## Zgodnje življenje
Wilson se je rodil v St Andrewsu, Fife, kot sin Clare Fairfoul in Patricka Wilsona, mestnega uradnika St Andrewsa. Šolal se je na univerzi St Andrews in leta 1733 diplomiral z magisterijem.
Najprej je bil vajenec pri zdravniku v St Andrewsu, kjer se je izučil v izdelavi živosrebrnih termometrov v steklu. Leta 1737 je odšel v London, da bi obogatel. Našel je delo pomočnika francoskega kirurga-apotekarja, kar je vključevalo skrb za njegove bolnike. V tem času je bil predstavljen lordu Isli, ki se je tako kot Wilson zanimal za astronomijo, Wilson pa je leta 1738 za Islo izdelal instrumente.
Potem ko je s prijateljem v Londonu obiskal livarno črk, se mu je porodila ideja za izdelavo boljših pisav. S prijateljem Johnom Baineom sta se leta 1739 vrnila v St Andrews, kjer sta leta 1742 začela z livarno črk. Leta 1756 so na primer Wilsonove grške pisave uporabljali za tiskanje klasikov grške literature.

## Univerza v Glasgowu
Leta 1744 se je njegova livarna preselila v Camlachie blizu Glasgowa, leta 1748 pa je bil imenovan za livarja na Univerzi v Glasgowu. Naslednje leto je bilo partnerstvo z Baineom razpuščeno. Kasneje sta njegova sinova postala partnerja. Tisku Foulis je dobavljal črke, kar je omogočilo lepe in umetniške publikacije. Med sodobnimi pisavami Fontana, Scotch Roman in Wilson Greek temeljijo na tipkah, ki jih je izrezal Wilson.
Leta 1749 je Wilson s svojim stanovalcem, 23-letnim študentom Univerze v Glasgowu Thomasom Melvillom, prvič uporabil zmaje v meteorologiji. Z nizom zmajev so hkrati merili temperaturo zraka na različnih nivojih nad tlemi. Melvill je nato odkril natrijevo svetilko.
Leta 1757 je Wilson izumil hidrostatične mehurčke, obliko hidrometra.
Leta 1760 je bil Wilson ob podpori svojega prijatelja Lorda Isle, 3. vojvode Argylskega, imenovan za novo katedro za praktično astronomijo na Univerzi v Glasgowu, saj je Univerza nedavno dokončala observatorij Macfarlane. Wilson je v prvi vrsti prispeval k astronomiji in meteorologiji in postavil, da »kaj ovira zvezde stalnice, da padajo ena na drugo«, vprašanje, ki ga je postavil Newton v svojih Optikah (1704), je bilo to, da se celotno vesolje vrti okoli svojega središča.
Wilson je opazil, da se sončeve pege, opazovane blizu roba Sončevega vidnega diska, zdijo potisnjene pod sončno površino, pojav, imenovan Wilsonov učinek. Ko je Kraljeva danska akademija znanosti in književnosti razpisala nagrado za najboljši esej o naravi sončevih peg, je Wilson oddal prijavo. 18. februarja 1772 je Akademija Wilsonu podelila zlato medaljo za njegovo delo o sončevih pegah.
Krater Wilson na Luni je poimenovan po njem, Ralphu Elmerju Wilsonu in CTR Wilsonu.
On in njegov drugi sin Patrick Wilson sta bila dva izmed ustanovnih članov Kraljeve družbe v Edinburgu (RSE). Patrick je napisal biografski članek o svojem očetu, ki je bil objavljen tako v Transactions of the RSE kot v Edinburgh Journal of Science.
Leta 1783 je bil soustanovitelj Kraljeve družbe v Edinburgu. Umrl je v Edinburgu 16. oktobra 1786.

## Osebno življenje
Leta 1740 se je Wilson poročil z Jean, hčerko Williama Sharpa, trgovca v St Andrewsu. Skupaj sta imela vsaj tri sinove. Leta 1752 se je drugič poročil.